# Dyscritobaeus aquaticus
Dyscritobaeus aquaticus är en stekelart som först beskrevs av Alan Parkhurst Dodd 1913.  Dyscritobaeus aquaticus ingår i släktet Dyscritobaeus och familjen Scelionidae. Inga underarter finns listade i Catalogue of Life.